# .tl
.tl là tên miền quốc gia cấp cao nhất (ccTLD) mới của Đông Timor.
Tên miền trước đây của Đông Timor là .tp. Tên miền này, theo IANA, được gán vào năm 1997.
.tl phù hợp với chuẩn ISO 3166-1 dành cho mã 2 ký tự cho tên quốc gia, và có thể được dùng làm tên viết tắt cho hai tên chính thức của đất nước: Timor Lorosa'e ở Tetum hoặc Timor Leste ở tiếng Bồ Đào Nha.
Trong một thời gian dài, thông tin Whois về.tl ở IANA cho thấy không có tổ chức tài trợ hoặc cơ quan đăng ký, và tên miền dường như không hoạt động mặc dù quốc gia này cho rằng đang chuyển sang sử dụng nó. Tuy nhiên, đến ngày 30 tháng 9 năm 2005, đã có thông tin liên lạc trong IANA Whois và trang cơ quan đăng ký là nic.tl.
Theo cơ quan đăng ký, tất cả các người đăng ký ở .tp sẽ tự động được có tên miền tương đương trong .tl, và không cho phép đăng ký .tp nữa.
Tên miền con duy nhất được sử dụng là gov.tl, dành cho cơ quan chính phủ. Ví dụ, Cổng điện tử chính phủ là www.timor-leste.gov.tl Lưu trữ ngày 2 tháng 1 năm 2019 tại Wayback Machine
Một công ty của Đức đã dùng tên miền con de.tl để cho tên miền miễn phí, với cùng một nền tảng với de.vu Lưu trữ ngày 11 tháng 6 năm 2000 tại Wayback Machine, sử dụng tên miền .vu của Vanuatu. Rõ ràng đa số tên miền.tl thuộc về công ty này.